# 臧嘉亮
臧嘉亮（1988年1月12日—），中国男子冰壶运动员，2015年亚太锦标赛男子铜牌得主、2016年亚太锦标赛男子银牌得主、2017年亚洲冬季运动会男子金牌得主。